# Hino da República Socialista Soviética da Armênia
O Hino Nacional da República Socialista Soviética da Armênia era o hino nacional da Armênia quando esta era uma república da União Soviética, conhecida como República Socialista Soviética da Armênia.

## História
O hino foi usado de 1944 até 1991. Ele foi composto por Aram Khatchaturian. Armenac Sarkisyan, que usou o pseudônimo de Sarmen, escreveu a letra. Após a independência da União Soviética em 1991, a Armênia adotou o hino Mer Hayrenik no seu lugar.